# رید، هرتفوردشر
رید (به انگلیسی: Reed) یک روستا و محله مدنی در بریتانیا است که در North Hertfordshire واقع شده‌است. رید ۳۱۰ نفر جمعیت دارد.